# Gina Della Togna
Gina Della Togna es la directora executiva de la Alianza de Supervivencia de Anfibios. También ella es una investigadora panameña asociada del Instituto Smithsonian de Investigaciones Tropicales (STRI, por sus siglas en inglés) en Panamá, la única dependencia de la Institución Smithsonian situada fuera de los Estados Unidos. Además es investigadora académica en la Universidad Interamericana de Panamá.
Forma parte del grupo de especialistas de anfibios de la Unión Internacional para la Conservación de la Naturaleza (UICN) y es codirectora del proyecto ART and Genome Resources Working Group questionnaire on Biobanking junto a Natalie Calatayud de la Taronga Conservation Society de Australia.

## Biografía
Realizó sus estudios primarios y secundarios en el Colegio Las Esclavas. Luego ingresó a la Universidad de Panamá para estudiar biología animal y realizó, posteriormente, una maestría en biología molecular y genética celular.
Aplicó a una beca de la Secretaría Nacional de Ciencia, Tecnología e Innovación de Panamá (SENACYT) para estudiar un doctorado en biología celular y molecular en la Universidad de Maryland, Estados Unidos. Después realizó un posdoctorado en el Smithsonian Conservation Biology Institute para luego volver a Panamá en 2016.
Pretendió estudiar la conservación de tapires y mamíferos grandes, pero al inicio de su doctorado surgió la crisis de anfibios a nivel mundial y uno de sus asesores le propone meterse en el tema de anfibios para estudiar a la rana dorada. De esta forma casual, se convierte en la primera persona que estudia la reproducción de esta especie en peligro de extinción y una de las únicas 10 personas en el mundo en este campo.
Ahora educa a jóvenes para introducirlos en el mundo científico, porque así como dice ella: «Mi conocimiento no debe, ni puede, morir conmigo».
En 2019 recibió el Premio L’Oreal-Unesco a las Mujeres en la Ciencia, por su investigación en técnicas de reproducción asistida para especies en peligro de extinción, como la rana dorada.
En 2020 fue nombrada por la revista Forbes como una de las 100 mujeres más poderosas de Centroamérica y República Dominicana.